# Bombardier Transportation
A Bombardier Transportation egy, a kanadai Bombardier-konszernhez tartozó, mozdonyokat, motorvonatokat, villamosokat, metró- és S-Bahn szerelvényeket, valamint vasúti személykocsikat gyártó vállalat.

## Története
A Bombardier Transportationt 1974-ben a Montréal városától 423 metrószerelvényre kapott megrendelés nyomán alapították. 1975-ben a Bombardier Transportation megvásárolta a neves American Locomotive Company (ALCO) cég utódját, a Montréal Locomotive Works (MLW) céget, melyet 1988-ban eladott a General Electricnek.
Az 1980-as évek végétől a Bombardier Transportation megkezdte terjeszkedését Európában: 1998-ban megvásárolta BN Constructions Ferroviaires et Métalliques céget (melynek székhelye a belgiumi Brugge-ben volt), 1989-ben a franciaországi Crespinban található  ANF-Industriest, majd 1990-ben a Procor Engineering Ltd.-et (Derby, Egyesült Királyság)

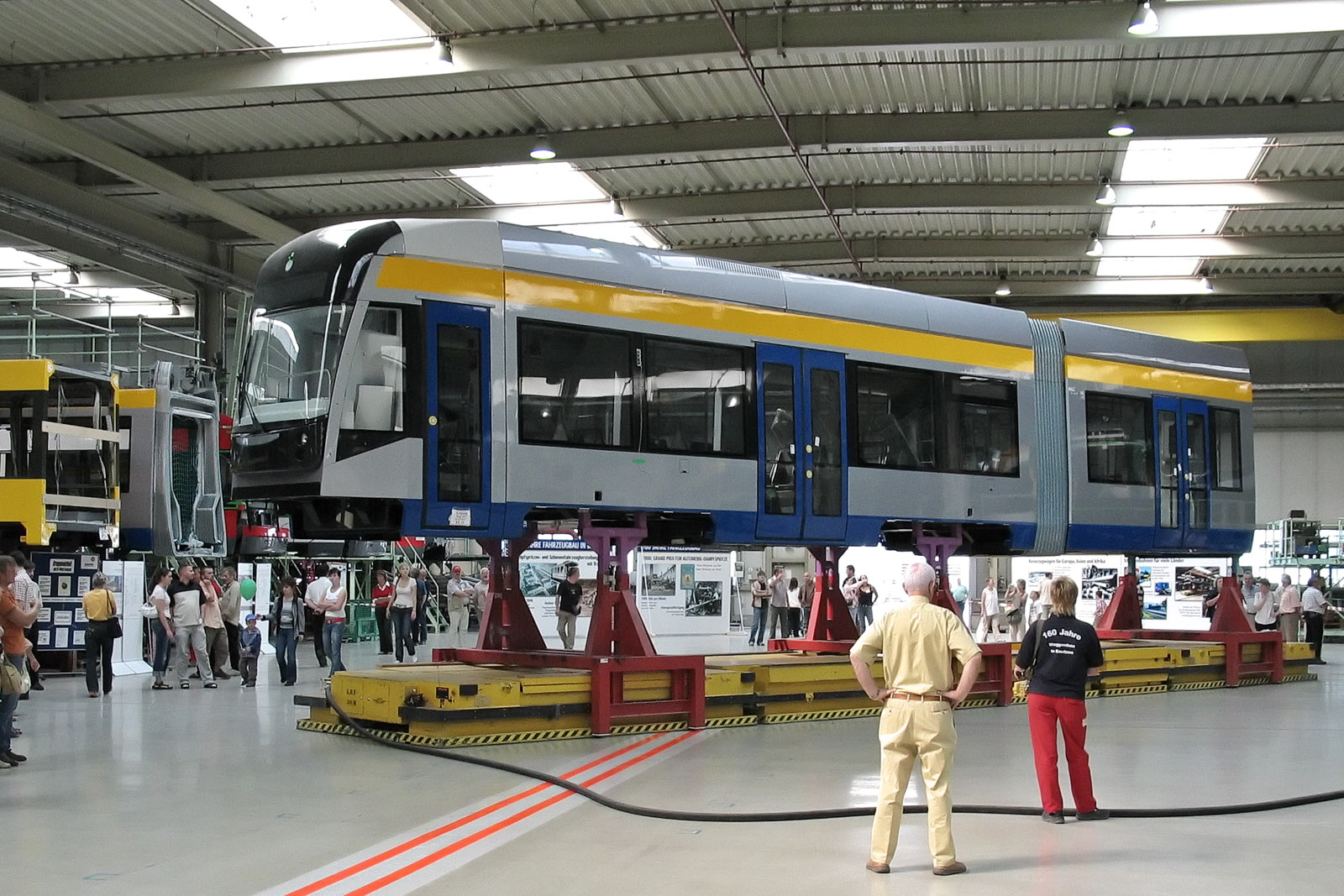
A bautzeni üzem szerelőcsarnoka 2006-ban, a telephely 160 éves fennállása alkalmával

Németországban a Bombardier Transportation 1995-ben átvette az aacheni székhelyű Waggonfabrik Talbot-t, majd 1998-ban a Deutsche Waggonbau AG-t (DWA, egykori LOWA), melynek Berlinben, Halléban, Görlitzben, Bautzenben és Nieskyben voltak üzemei. A még 1997-ben a DWA által átvett Vevey Technologies (az egykori Ateliers de constructions mécaniques de Vevey, ACMV) a svájci Villeneuve-ben szintén a Bombardier-hez került.
2001-ben került sor az ABB Daimler Benz Transportation (ADtranz) cég átvételére, melynek központja Hennigsdorfban volt és üzemekkel rendelkezett Mannheimben, Kasselben, Siegenben és Braunschweigben, továbbá a svájci Zürichben és Turgiban, valamint Prattelnben, a magyarországi Dunakeszin (MÁV-val közös tulajdonban: Bombardier MÁV Kft.), melyet az ADtranz akkori terveivel ellentétben a Bombardier egyelőre megtartott.
Ezzel egyidőben a Bombardier Transportationt átszervezték, melynek során elsősorban Németországban kartelljogi követelményeket is figyelembe kellett venni. Így a 2000-ben a Stadler Rail és az ADtranz által létrehozott Stadler Pankow GmbH nevű vegyesvállalat 2001-ben teljes egészében a Stadlerhez került olyan járműtípusok licencével együtt, mint a Regio-Shuttle és a Variobahn.

### Átszervezés 2004-től
A vasútijármű-gyártás recessziója miatt a konszern vezetése a Transportation üzletág racionalizálása, csökkentése mellett döntött, melyet 2004 márciusában jelentettek be. Az átszervezés főleg Európát érintette, és öt országban összesen hét üzem bezárásával és világszerte 6600 álláshely megszüntetésével járt (ennek 86%-át Európában; a Bombardier Transportation teljes létszámának 18,5%-át építette le).
Már 2004 végén lakat került a neves nürnbergi, az egyetlen portugál és két nagy-britanniai üzemre. 2005. december 31-éig bezártak egy további üzemet Nagy-Britanniában és egyet Svédországban, és ugyanez a dátum jelentette a több mint 700 fős ammendorfi (Halle an der Saale) üzem végét is. Az 520 fős prattelni üzem Basel-Landschaft kantonban már 2005. április 28-án megszűnt. Az üzemek bezárása csak egy részét jelentette az elbocsátásoknak, Németországban további 1200 (az összesen 10000-ből), Svájcban további 70 (az összesen 1350-ből) állás szűnt meg.
A karcsúsítás ellenére a Bombardier Transportationnek továbbra is Németországban van legnagyobb kapacitása 8600 fővel és 8 termelőüzemmel. Ezt Nagy-Britannia követi 6 üzemmel és 4300 fővel. Svájcban összesen 760 állás maradt, mely megoszlik a kisszériás gyártó villeneuve-i üzem (160 fő) és a Zürichben, Oerlikonban és Turgiban található fejlesztőközpontok között.
A Bombardier Transportation központja 2006-ban az egykori Királyi Vasútigazgatóság (későbbi Birodalmi Vasútigazgatóság) berlini épületébe költözött.
2020 februárjában a Bombardier bejelentette, hogy szállítmányozási részlegét az Alstom számára értékesíti. A Bombardier Transportation összértéke ekkor körülbelül 7,45 milliárd euró. Az ügylet az év júliusában még nem zárult le. A Bombardier közleménye szerint a jövőben kizárólag az üzleti repülőgép üzletágra szeretnének koncentrálni.[forrás?]

## A jelenlegi járműkínálat

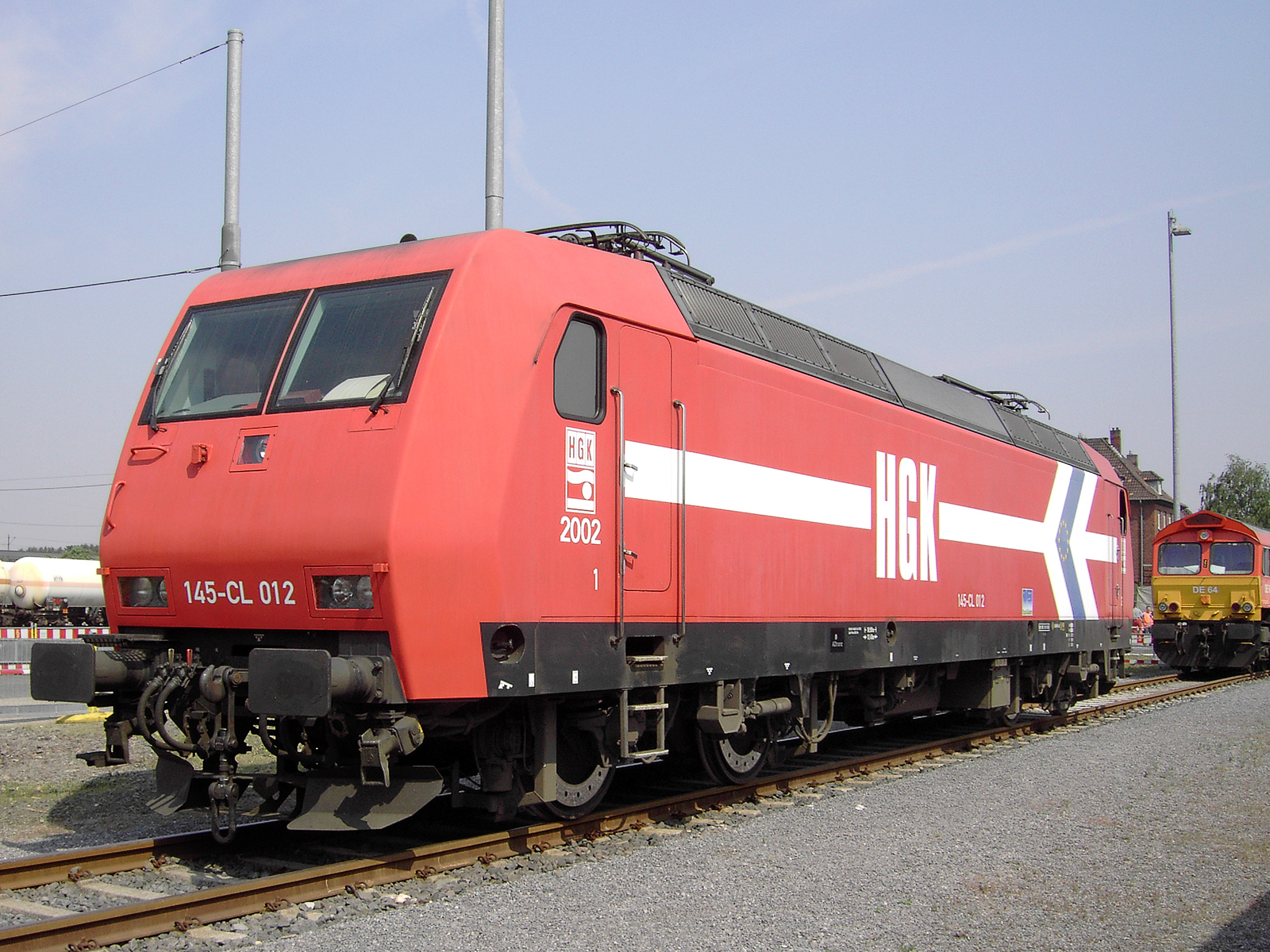
Traxx

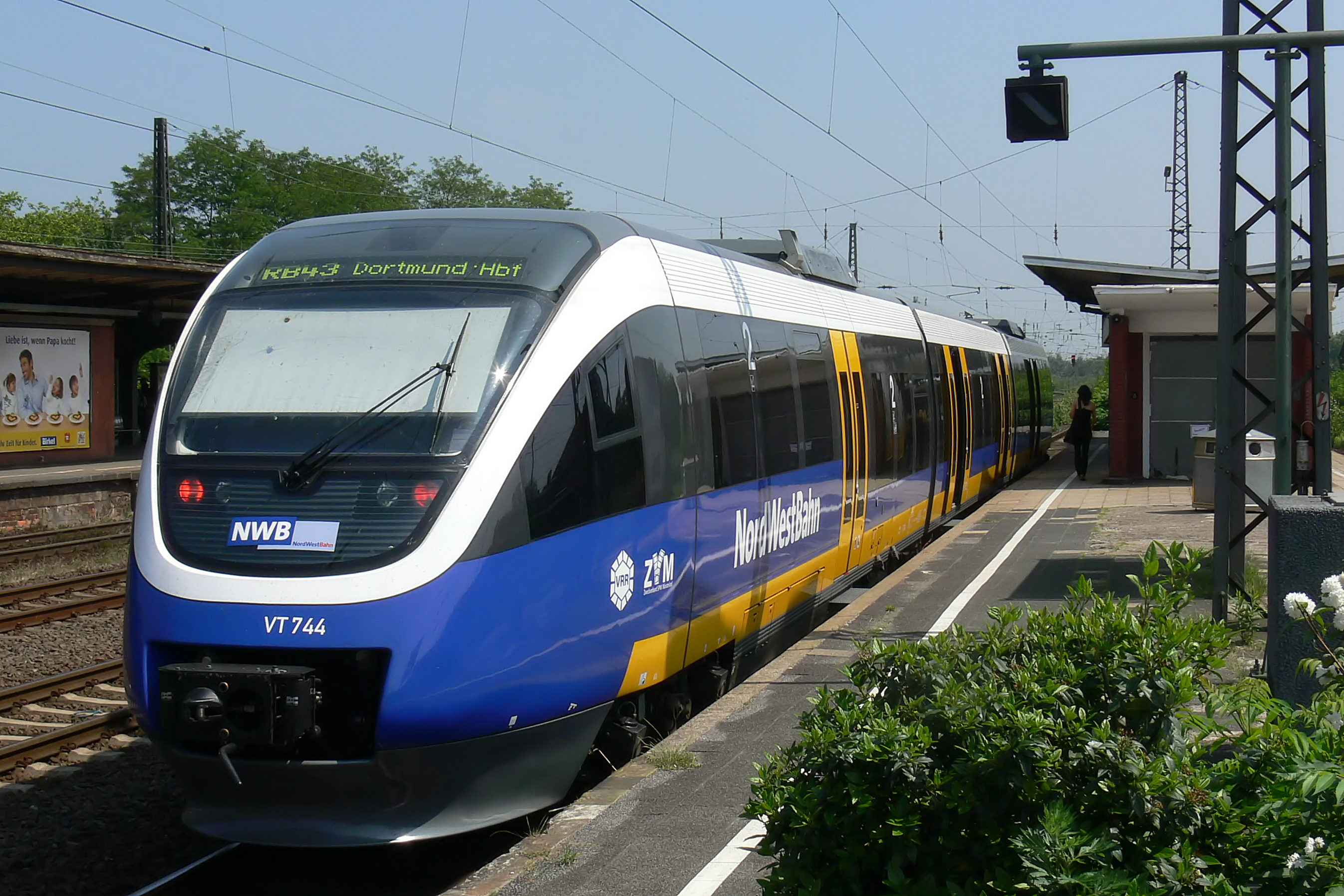
Talent

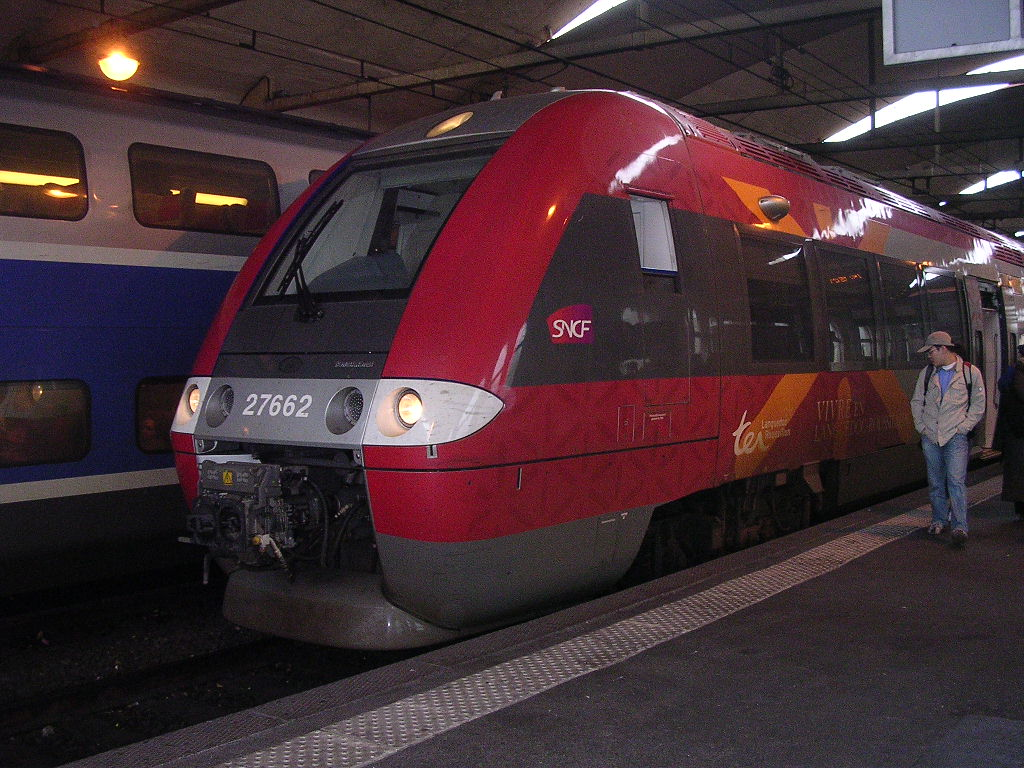
AGC motorvonat

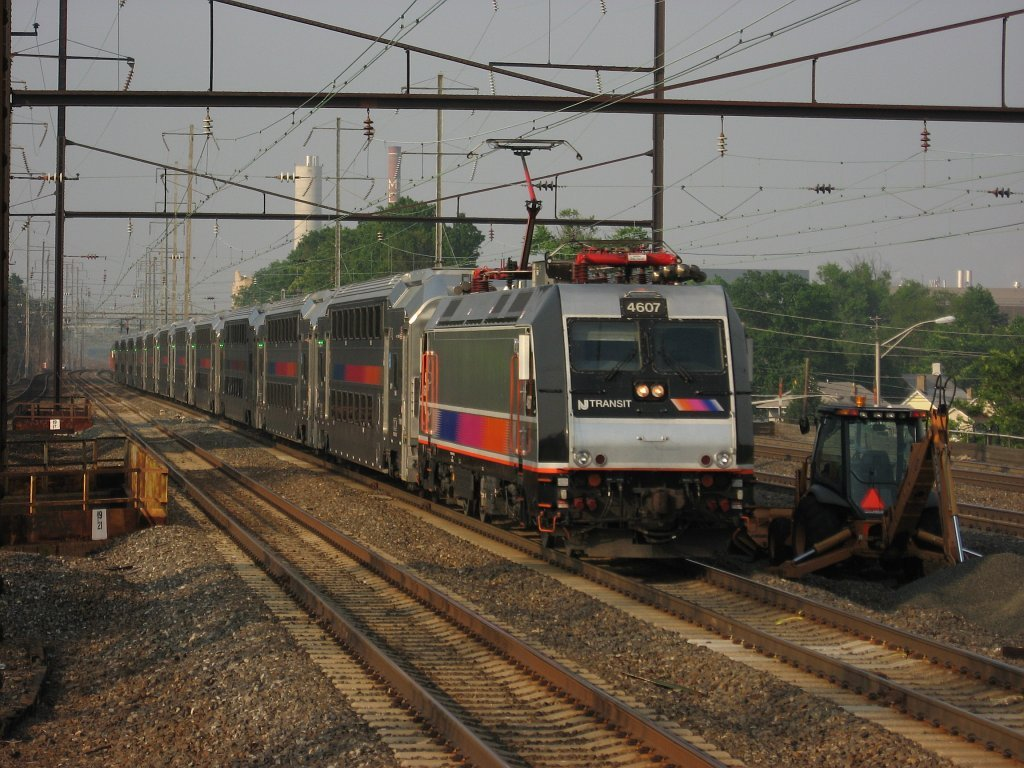
ALP–46 emeletes kocsikkal

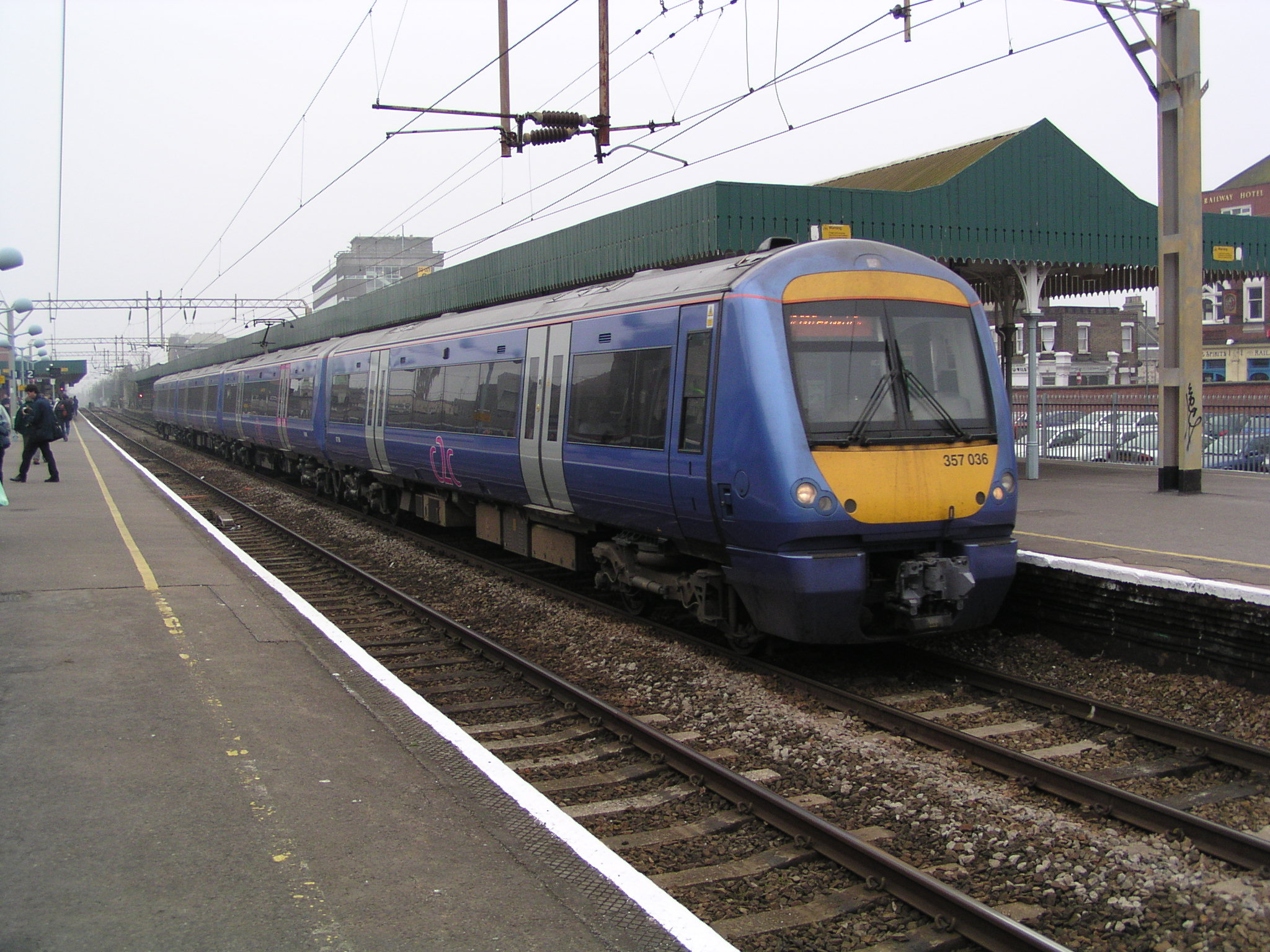
Electrostar villamos motorvonat

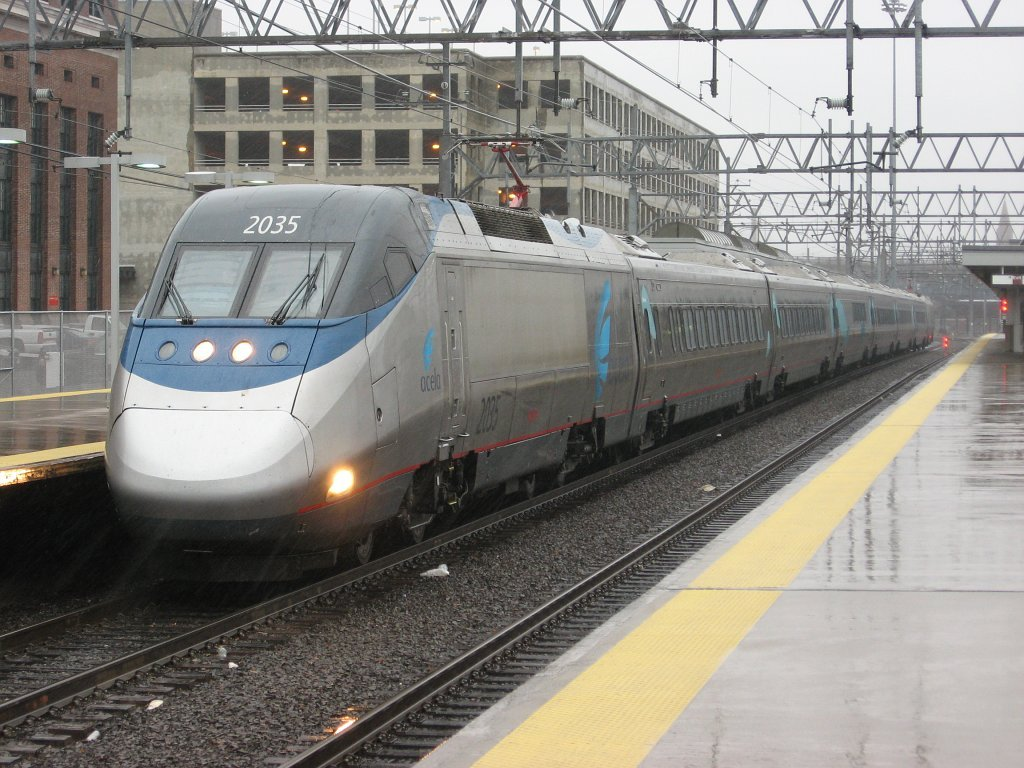
Acela Express

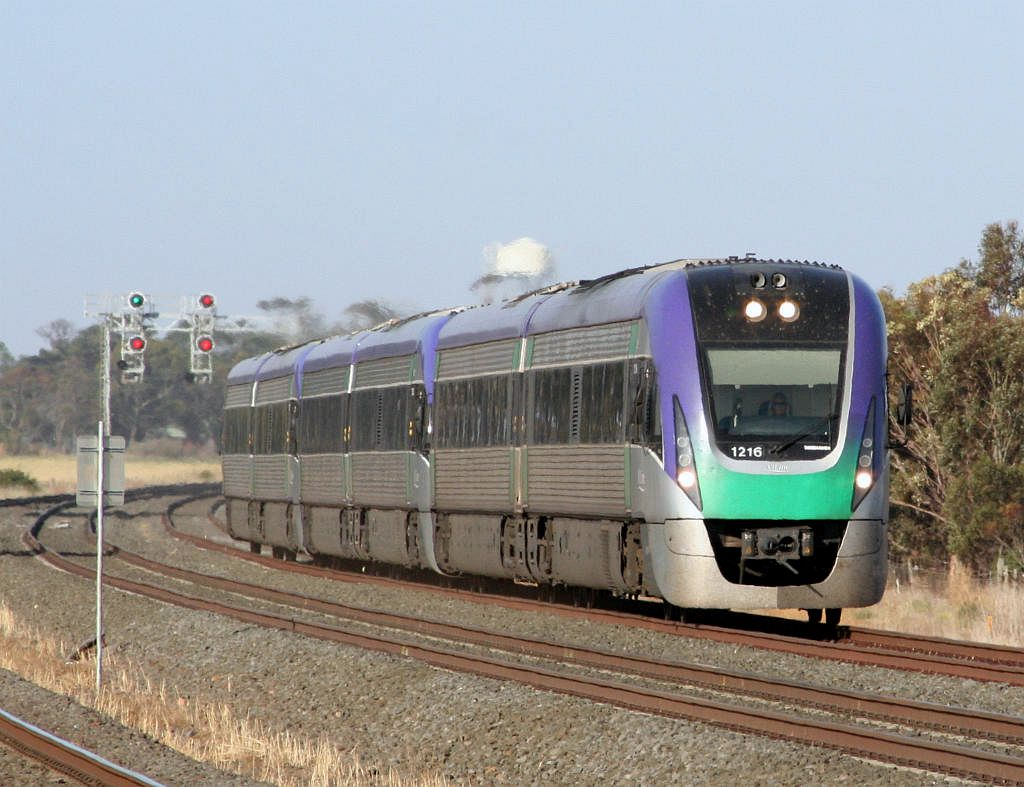
VLocity motorvonat

Villamosok
Flexity
Flexity Outlook
Flexity Classic

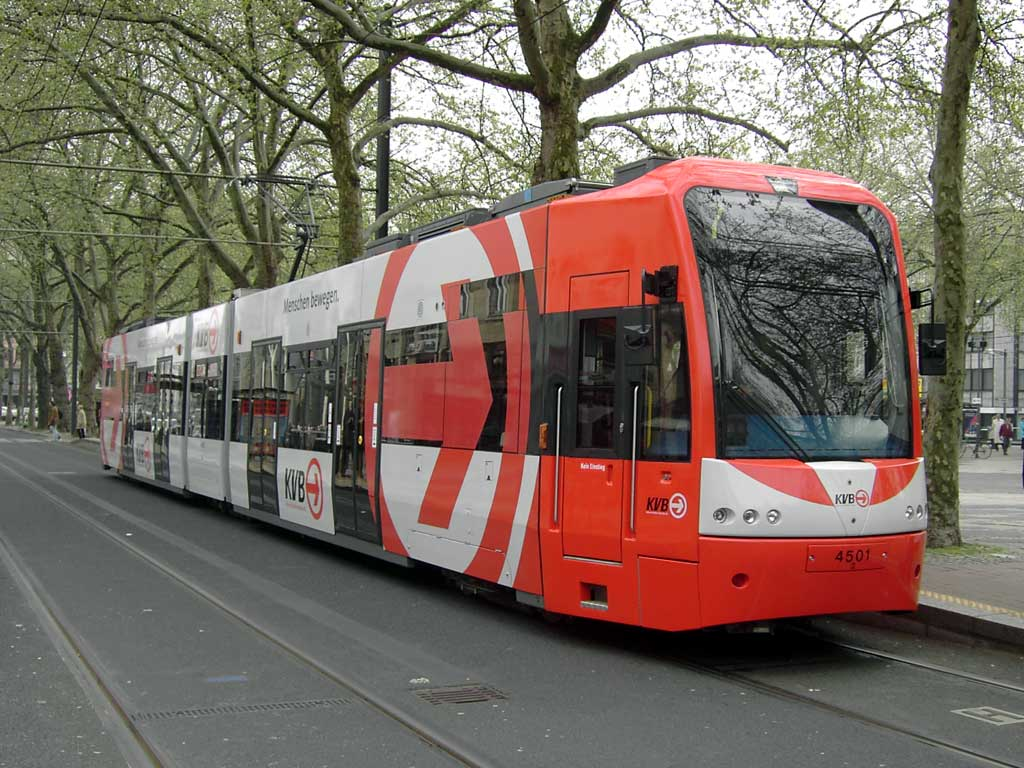
Flexity Swift
Flexity Link
Cobra
Stadtbahn-szerelvények
SSB DT 8
Metrószerelvények
BVG H sorozat
BVG Hk sorozat
Mozdonyok
TRAXX
NJT ALP 46
LRC mozdonyok
Motorvonatok
Talent
AGC (Autorail à grande capacité)
Itino
NINA
DB 425
Sprinter Lighttrain
DB 474.3
DB 481
DB 612 RegioSwinger
Bombardier Regina: SJ X50
M7 villamos motorkocsik a Long Island Rail Road és a Metro-North Railroad számára
Electrostar (British 357, 375, 376, 377 és 378)
Turbostar
VLocity (V/Line, Victoria, Ausztrália)
Vasúti személykocsik
BiLevel Coach
Doppelstockwagen
Horizon/Comet/Shoreliner kocsik
LRC kocsik
Married-Pair-kocsik, a Nord-Ostsee-Bahn-nál
Nagysebességű motorvonatok
Acela Express
AVE S-102
JetTrain (kísérleti)
Voyager, Super Voyager és Meridian & Pioneer dízelmotorvonatok
Zefiro
Közreműködés a TGV-ben és az ICE-ben